# Nakahara-ku
Nakahara (中原区, Nakahara-ku) est l'un des sept arrondissements de la ville de Kawasaki dans la préfecture de Kanagawa, au Japon. Il est situé au centre de la ville.

Situation de Nakahara-ku dans Kawasaki.

En 2016, sa population est de 247 941 habitants pour une superficie de 14,74 km2, ce qui fait une densité de population de 16 820 hab./km2.

## Lieux notables

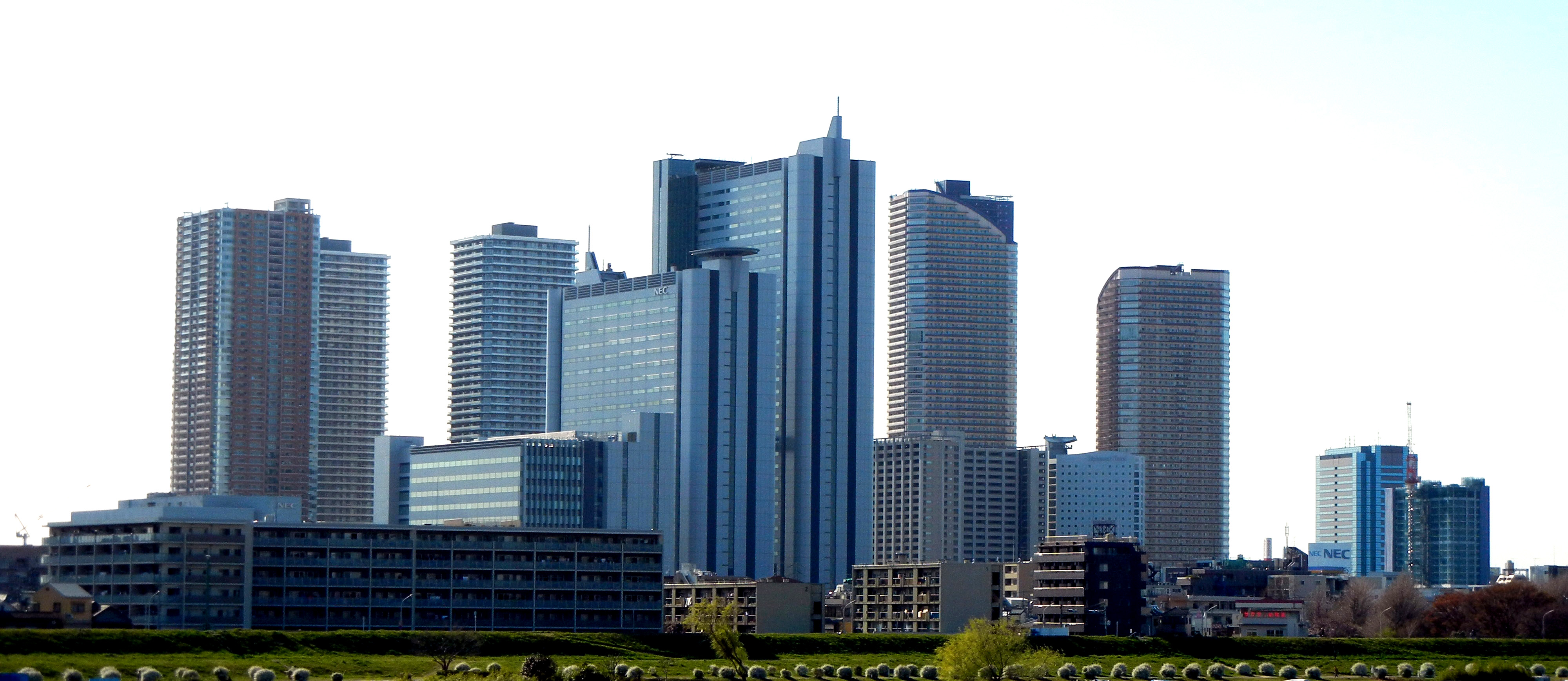
Vue de Nakahara-ku.

- Stade d'athlétisme de Todoroki

## Transport publics
L'arrondissement est desservi par plusieurs lignes ferroviaires :
- lignes Nambu et Yokosuka de la compagnie JR East,
- lignes Tōyoko et Meguro de la compagnie Tōkyū.